# ТЕС Умаш
ТЕС Умаш (Oumeche, також відома як Біскра та Bordj-de-Chegga) – теплова електростанція на північному сході Алжиру у вілаєті Біскра, за п’ять десятків кілометрів на південь від столиці провінції міста Біскра.
Майданчик станції об'єднує два проекта:
– Умаш І, що є однією з шести парогазових станцій комбінованого циклу (поряд з ТЕС Каїс, Беллара, Джельфа, Sonaghter та Наама), контракти на спорудження яких на початку 2014 року уклала алжирська електроенергетична компанія Sonelgaz;
– Умаш ІІ, запроектована як газотурбінна, що повинно було пришвидшити введення її в експлуатацію (це мало важливе значення в умовах серйозного енергодефіциту, який існував в Алжирі з початку 21 століття). Генеральним підрядником будівництва Умаш II стала південнокорейська компанія Hanwha, тоді як концерн Siemens у лютому 2014-го отримав замовлення на необхідні для неї дві газові турбіни SGT5-4000F потужністю по 228 МВт. Введення їх в експлуатацію розраховували почати вже у серпні того ж року, а для видачі продукції Siemens спеціально спроектував мобільну трансформаторну підстанцію, розраховану на роботу під напругою 400 кВ. Втім, як і у випадку з багатьма іншими замовленими в середині 2010-х років об‘єктами алжирської теплоенергетики, будівництво станції Умаш страждало від затримок. Вона не почала роботу ані у серпні 2014-го, ані у визначеному в контракті січні 2015-го, та стала до ладу лише в 2017-му.
Що стосується Умаш І, генеральним підрядником будівництва якої виступив консорціум так само південнокорейських Hyundai та Daewoo, то в її складі запроектовано два блоки (по дві газові та одній паровій турбіні у кожному) загальною потужністю 1338 МВт. Станом на 2017-й завершення цього проекту очікували за три роки.
Як паливо використвують природний газ, що надходить по трубопроводу Хассі-Р'Мель-Скікда – Чегга. 